# Opisthacidius
Opisthacidius is een geslacht van wantsen uit de familie van de Reduviidae (Roofwantsen). Het geslacht werd voor het eerst wetenschappelijk beschreven door Berg in 1879.

## Soorten
Het genus bevat de volgende soorten:

- Opisthacidius chinai Lent & Wygodzinsky, 1956
- Opisthacidius lutzi (Costa Lima, 1940)
- Opisthacidius mexicanus (Pelaéz, 1942)
- Opisthacidius oaxacensis Lent & Wygodzinsky, 1947
- Opisthacidius parkoi (Lent & Wygodzinsky, 1945)
- Opisthacidius pertinax (Breddin, 1903)
- Opisthacidius picturatus Lent & Wygodzinsky, 1956
- Opisthacidius rubropictus (Herrich-Schaeffer, 1848)